# Monte Nona
Il Monte Nona (1.297 m s.l.m.) è una montagna delle Alpi Apuane Meridionali ubicata nel comune di Stazzema in provincia di Lucca, Toscana.

## Caratteristiche
Il monte si trova poco a sud del Monte Procinto e presenta due versanti molto diversi tra di loro: quello SE è erboso e percorso dalla via normale mentre quello NW si presenta come una parete strapiombante di 300 m. 
La conquista della muraglia occidentale del Monte Nona è durata 40 anni ed il primo itinerario aperto su di essa ha una storia tragica: un giovane di nome Allegri tentò, nel 1926, la salita solitaria del canalino che è l'unica interruzione del muro strapiombe. Arrivato a pochi metri dalla sommità precipitò e morì. La salita venne ripresa nel 1933 dai fratelli Ceragioli con F. Brunetti (200 m, IV+), da allora è chiamato Canalino Allegri.
Dopo la Seconda Guerra Mondiale venne salito lo spigolo nord (IV, V e A1, Bresciani e Genovesi nel 1964) e il Canale NW (Barsi, Ciuffi e Pesi nel 1961).
La svolta arriva nel 1966 quando i fratelli Vaccari riescono ad avere la meglio del muro SW proprio al centro aprendo quella che è la Via SUCAI Genova, ricorrendo alla sistematica chiodatura a pressione. Oggi è una via raramente ripresa e che presenta una chiodatura precaria e da rinforzare (200 m, V+ e A2, Ae). A questa conquista è seguita la Via dei Fiorentini del 1971 a sinistra della via SUCAI (200 m, V+ e A1, Ae), che è sovente ripetuta, la via Licia del 1969 (220 m, V+ e A2), di rado ripresa. Oltre a queste sono state tracciate alcune tra le vie sportive più dure delle Apuane tra cui la Nona Sinfonia di Vigiani che raggiunge il 7c.